# 한국판화협회
한국판화협회(韓國版畵協會)는 1958년 3월에 창립된 단체이다.
한국 최초의 판화단체로 기록되며 창립 당시의 회원중에는 유화(油畵) 작가나 조각가, 공예가가 다수 포함되어 있다. 횟수를 거듭하는 동안 회원이 많이 변동되어 1970년대에는 창립회원 중 회원으로 존속하고 있는 작가는 이항성(李恒星) 뿐이며 그가 실질적인 단체의 리더이기도 하였다. 정기적인 발표전과 1964년 이후 학생과 일반의 공모전(公募展)을 병행하여 열고 1971년 일본 도쿄(東京)에서 열린 한국현대판화전을 주최했고 국전에 판화부의 신설(新設)을 요구하는 등 판화 보급에 힘썼다.
창립회원은 박성삼(朴星三), 이규호(李圭皓), 박수근(朴壽根), 최영림(崔榮林), 장이석(張利錫), 이항욱(李恒昱), 변종하(卞鍾夏), 정규(鄭圭), 임직순(任直淳), 차익, 김정자(金靜子), 유강열(劉康烈), 최덕휴(崔德休), 전상범(田相範), 이항성(李恒星)이다.